# Iridomyrmex cyaneus
Iridomyrmex cyaneus é uma espécie de formiga do gênero Iridomyrmex.
Descritas por Wheeler em 1915, essas formigas preferem habitats semelhantes a desertos secos na Austrália, variando de Nova Gales do Sul ao Sul da Austrália e Austrália Ocidental.